# Bailleau-Armenonville
Bailleau-Armenonville là một xã thuộc tỉnh Eure-et-Loir trong vùng Centre-Val de Loire nước Pháp. Xã này nằm ở khu vực có độ cao trung bình 122 mét trên mực nước biển.